# 跃进型蒸汽机车
跃进型蒸汽机车（YJ）是中华人民共和国在20世纪50年代末到60年代初推出的一种工矿企业向以及调车、小运转作业用途的蒸汽机车型号。

## 历史
1958年，济南机车厂在PL2型蒸汽机车的基础上研制出跃进型蒸汽机车，但与PL2型机车不同的是，跃进型机车的汽包与沙箱并不结合包覆于同一突出结构。到1961年停产时，除了济南机车厂生产117辆机车外，唐山机车车辆厂亦生产80辆机车，牡丹江和武昌两地的铁路车辆制造商共计生产5辆机车。

## 现存机车
| 机车编号 | 现存地点                                 | 备注           |
| -------- | ---------------------------------------- | -------------- |
| 跃进-232 | 于内蒙古自治区包头市包头钢铁静态展示     |                |
| 跃进-244 | 于辽宁省瓦房店私人收藏                   | 一说为跃进-280 |
| 跃进-269 | 于辽宁省铁法市铁煤蒸汽机车博物馆静态展示 |                |